# Balburos
Balburos (altgriechisch Βάλβουρος Bálbouros) ist eine Gestalt der griechischen Mythologie.
Laut Stephanos von Byzanz war Balburos ein Räuber und Oikistes, der die lykische Stadt Balboura gegründet haben soll und ein Freund des Räubers Bubon war.

## Quelle
- Stephanos von Byzanz s. v. Βουβών.